# Граббе, Алексей Николаевич
Алексей Николаевич Граббе (род. 2 июля 1947, Москва) — советский и российский актёр театра и кино, заслуженный артист Российской Федерации (1997).

## Биография
Родился 2 июля 1947 года в Москве в семье актёров Николая Граббе и Маргариты Докторовой.
В детстве посещал элитную школу-интернат. Занимался операторским мастерством на киностудии во Дворце пионеров. С 16 лет перешёл в вечернюю школу и начал работать токарем на заводе при НИИ Радио.
В 1971 году окончил театральное училище им. Щукина (курс Ю. В. Катина-Ярцева) и был принят в Театр на Таганке.

## Творчество

### Роли в театре
Режиссёр и инсценировщик спектаклей Юрий Любимов.
- 23 апреля 1964 г. — «Добрый человек из Сезуана» по пьесе Бертольта Брехта «Добрый человек из Сычуани» — 1-й бог
- 1965 — «10 дней, которые потрясли мир» по мотивам книги Джона Рида
- 4 ноября 1965 г. — «Павшие и живые» (композиция Ю. Любимова, Д. Самойлова, В. Грибанова; стихи Вл. Маяковского, Н. Асеева, М. Светлова, А. Твардовского) — немецкий солдат
- 16 мая 1967 г. — «Послушайте!» В. В. Маяковского — исполнитель
- 17 ноября 1967 г. — «Пугачёв» С. А. Есенина
- 4 ноября 1968 г. — «Тартюф» Мольера — Клеант (ввод)[3]
- 23 мая 1969 г. — «Мать» по роману М. Горького — Сотский
- 6 января 1971 г. — «А зори здесь тихие» по повести Бориса Васильева — немецкий солдат
- 29 ноября 1971 г. — «Гамлет» У. Шекспира — музыкант и придворный
- 18 октября 1972 г. — «Под кожей статуи свободы» Евгения Евтушенко — Сержант полиции
- 11 апреля 1973 г. — «Товарищ, верь…», инсценировка при участии Л. Целиковской — за Дубельта; за старую цыганку
- 1973 г. — «Бенефис» с использованием пьес А. Н. Островского — Кудряш
- 16 апреля 1974 г. — «Деревянные кони» Ф. Абрамова — Афонька
- 2 января 1975 г. — «Пристегните ремни» при участии Г. Я. Бакланова — Андрей
- 20 апреля 1976 г. — «Обмен» по одноимённой повести Ю. В. Трифонова — Дмитриев Ф. Н.
- 6 апреля 1977 г. — «Мастер и Маргарита» по роману М. А. Булгакова — кентурион Марк Крысобой
- 9 июня 1978 г. — «Ревизская сказка» по произведениям Н. В. Гоголя — исполнитель
- 25 июля 1981 г. — «Владимир Высоцкий» (спектакль был сыгран один раз 25 июля в годовщину смерти Владимира Высоцкого и запрещён. Премьера состоялась 25 января 1988 года) — исполнитель
- 12 июня 1988 г. — «Борис Годунов» А. С. Пушкина (спектакль был поставлен в 1982 году. Запрещён по распоряжению Министерства культуры СССР) — Басманов, Пристав, Регент хора
- 25 января 1989 г. — «Владимир Высоцкий» — исполнитель
- 23 февраля 1989 г. — «Живой» Б. Можаева (спектакль поставлен в 1968 году и сразу запрещён) — Корнеич
- 3 июня 1989 г. — «Пир во время чумы» А. С. Пушкина — Священник, Иван
- 24 июля 1990 г. — «Самоубийца» Эрдмана — Отец Елпидий
- 13 сентября 1992 г. — «Электра» Софокла — Корифей
- 18 мая 1993 г. — «Живаго (доктор)» Б. Пастернака — исполнитель
- 22 мая 1995 г. — «Медея» Еврипидa — Дядька
- 30 сентября 1997 г. — «Братья Карамазовы (Скотопригоньевск)» по роману Достоевского — Игумен, Защитник
- 28 ноября 1998 г. — «Марат и маркиз Де Сад» Петерa Вайсa — Жак Ру
- 11 декабря 1998 г. — «Шарашка» по роману «В круге первом» А. И. Солженицына —Сологдин
- 23 апреля 2000 г. — «Театральный роман» М. А. Булгакова — Максудов-Бомбардов-Алексей-Людовик
- 9 июля 2000 г. — «Евгений Онегин» А. С. Пушкина — исполнитель
- 23 апреля 2002 г. — «Фауст» И. В. фон Гёте — Вагнер, Начальник военных сил, Хирон
- 2 ноября 2003 г. — «До и после» — исполнитель бриколажа
- 23 апреля 2004 г. — «Идите и остановите прогресс (обэриуты)» по произведениям А. Введенского, Д. Хармса, Н. Заболоцкого, А. Кручёных, Н. Олейникова — Корифей хора, Круч, Носов
- 23 апреля 2005 г. — «Суф(ф)ле» на тему произведений Ф. Ницше, Ф. Кафки, С. Беккета, Д. Джойса — исполнитель
- 23 апреля 2009 г. — «СКАЗКИ» по произведениям Андерсена, Уайльда и Диккенса — Солист-мэр, Скрудж
- 25 декабря 2009 г. — «Арабески» по произведениям Гоголя — Григорий Григорьевич

Спектакли других режиссёров
- 23 апреля 2013 г.  — «Нет Лет» по поэзии Е. Евтушенко, сценарий и постановка Вениамина Смехова

### Фильмография
- 1973 — Фредерик Моро — Сенекаль
- 1974 — Последняя встреча — Тимофей Спирин
- 1987 — Десять дней, которые потрясли мир
- 1999 — Борис Годунов — Басманов